# Генерал-рекетмейстер

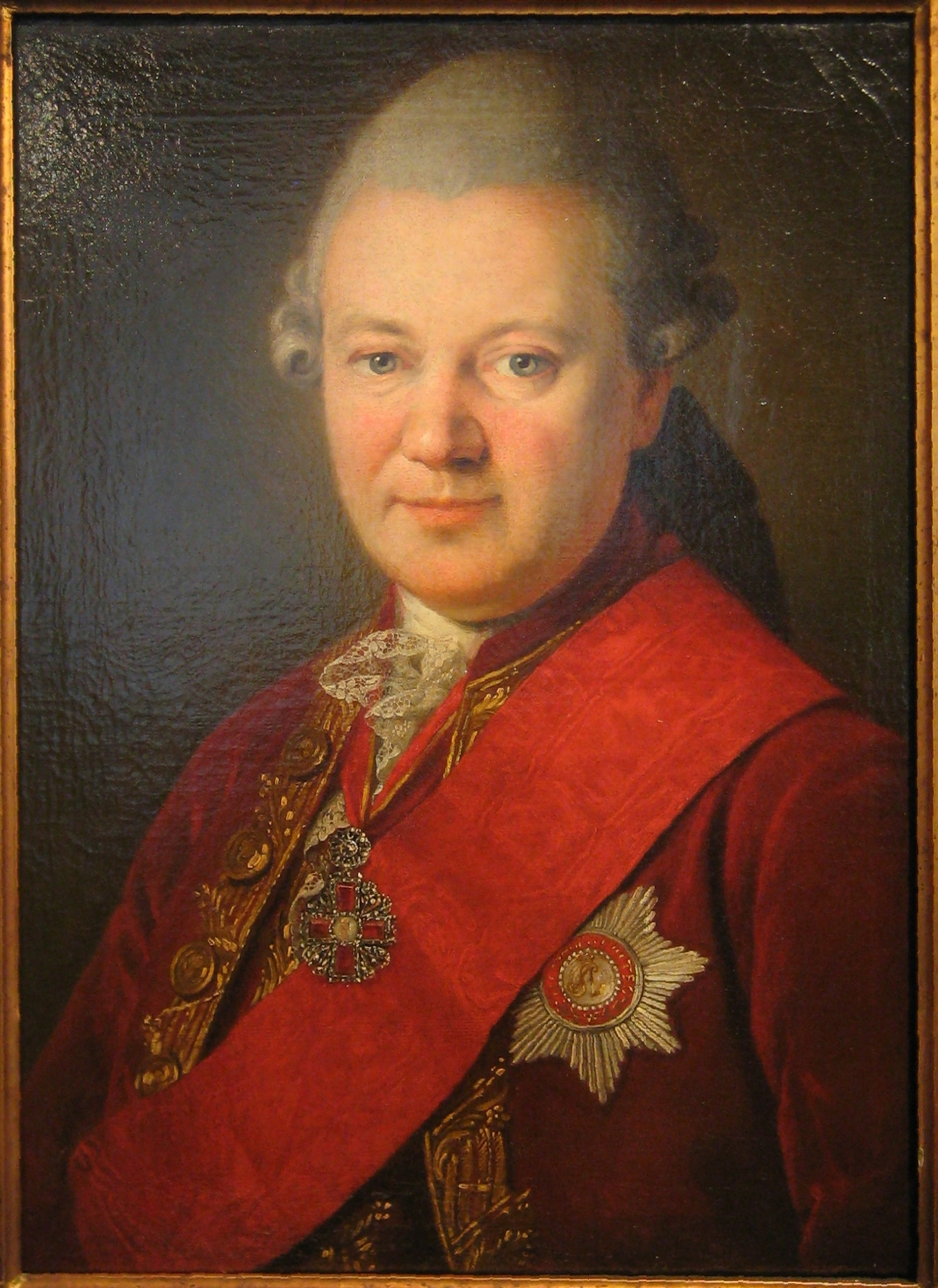
Иван Козлов, генерал-рекетмейстер Екатерины II

Генерал-рекетмейстер — главный рекетмейстер; должностное лицо, принимавшее и докладывавшее прошения и жалобы в Российской империи XVIII века. В подчинении генерал-рекетмейстера состояла рекетмейстерская контора. Во второй половине века сходные функции выполнял также кабинет-секретарь.
Пётр Великий, объявив указом 27 декабря 1718 года юстиц-коллегию последней нормальной судебной инстанцией для всего государства, допустил как исключительную меру подачу жалоб сенатскому секретарю, для доклада царю. Задача эта оказалась для сенатского секретаря непосильной и потому, указом 13 мая 1720 года, было постановлено определить для приема челобитных на решения коллегий и канцелярий, им неподчинённых, «особого человека, персону знатную, а с ним быть секретарю Ивану Молчанову». Последний временно исполнял и обязанности «знатной персоны» и испросил себе инструкцию от сената. Инструкцией этой (ПСЗ № 3643), направленной вообще к искоренению как волокиты, так и сутяжничества, предписывалось Молчанову принимать челобитные «тогда только, когда будет написано, что вершено неправо и в противность закону», с указанием, в чем именно состоит неправость и противность указу.
В начале 1722 года должность «знатной персоны» замещается В. К. Павловым и получает название рекетмейстера или генерал-рекетмейстера. Вместе с тем рекетмейстеру дан был наказ, который, в главном, сходится с инструкцией Молчанову. В том же году последовало несколько указов, усиливавших значение рекетмейстера и расширявших его власть; так, указом 17 апреля 1722 г. рекетмейстеру предоставлено в случаях, когда до сведения его дойдёт какое-либо вопиющее злоупотребление, возбуждать дело и при отсутствии челобитных и докладывать о том царю.
В результате установились следующие начала по рекетмейстерской части: рекетмейстер принимал челобитные только на решения коллегий и канцелярий, им неподчинённых, когда дело уже перебывало во всех низших инстанциях. Челобитные на коллегии были двоякие: 1) челобитные на долговременную волокиту дела и 2) челобитные на неправое решение. По челобитным первого рода рекетмейстер сам понуждал коллегию к скорейшему окончанию дела и только в случае неисполнения его требований докладывал о том сенату, который и посылал соответствующий указ. Челобитные на неправое решение докладывались рекетмейстером императору, и по его надписи рекетмейстер брал из коллегии дело для доклада сенату, который и постановлял окончательный приговор, а рекетмейстер делал распоряжения об исполнении этого приговора; только в отсутствие императора жалобы на неправое решение могли быть прямо доложены сенату. У генерал-рекетмейстера была своя канцелярия (рекетмейстерская контора), составлявшая самостоятельную часть сенатской канцелярии.
На рекетмейстера возлагались и особые поручения. Так, указом 19 апреля 1722 г. ему поручено было оказывать особое покровительство желающим разыскивать руду и строить фабрики и заводы; он же производил следствие над лицами, которые, вопреки многократным указам, подавали прошения непосредственно царю. Вместе с тем Петр Великий создал в лице рекетмейстера отчасти и орган надзора за сенатом, предоставив ему докладывать государю по тем челобитным делам, по которым в сенате долго не выходило решения. Но, в общем, рекетмейстер составлял часть сената, и значение его в XVIII в. усиливалось и ослабевало сообразно возвышению и падению сената.
В 1727 году, по поводу назначения генерал-рекетмейстера М. Ф. Воейкова (1677—1728) обер-прокурором сената, обе должности были слиты, и рекетмейстерская контора упразднена, но в 1730 году должность генерал-рекетмейстера восстановлена на прежнем основании.
При Анне Леопольдовне, наряду с генерал-рекетмейстером, была учреждена должность придворного рекетмейстера, который, согласно указу 12 ноября 1740 года, рассматривал все всеподданнейшие прошения и докладывал правительнице только те, которые требовали высочайшего разрешения, а остальные отсылал в сенат. Вслед затем издан был указ 27 ноября 1740 г., которым придворному рекетмейстеру повелено было принимать жалобы о нескором решении дел не только на коллегии, но и на сенат; указ проникнут негодованием на медленность сената.
В марте 1741 года должность придворного рекетмейстера упразднена, а при сенате учреждена была особая комиссия для решения неоконченных дел. В 1746 году рекетмейстеру поручено принимать для доклада сенату жалобы, поступающие от малороссиян на генеральную войсковую и министерскую канцелярии. В 1763 году, при разделении сената на департаменты, рекетмейстерская контора упразднена, а дела генерал-рекетмейстера переданы в сенатскую канцелярию. Из указа 26 января 1764 года видно, что под ведением генерал-рекетмейстера составлялись в сенатской канцелярии выписки (экстракты) по всеподданнейшим жалобам на неправые решения сената; но принимались такие жалобы другими, особо назначенными лицами. Прошения на имя императрицы принимали её кабинет-секретари.
При императоре Павле такие жалобы стал принимать генерал-рекетмейстер, как об этом свидетельствует граф Завадовский; в Полном Собрании Законов сохранился только указ 5 июня 1797 года об образовании канцелярии рекетмейстерских дел. С учреждением в 1810 году Комиссии прошений, должность генерал-рекетмейстера сделалась излишней. В 1816 году издан указ об окончании генерал-рекетмейстерских дел и о передаче их в архив кабинета Его Величества.